# 松平正詮
松平 正詮（まつだいら まさあき） は、江戸時代前期の福井藩重臣。高知席長沢松平家（松平主馬家）2代当主。

## 略歴
寛永4年（1627年）、福井藩家老松平正世の子として越前に誕生。寛永5年（1628年）父の死去により家督と知行6000石を相続する。延宝2年（1674年）藩主松平昌親の家督相続の御礼言上の際に、4代将軍徳川家綱に拝謁する。貞享3年（1686年）藩主松平綱昌が蟄居および隠居処分となり、福井藩がそれまでのおよそ半分である25万石に減封されたため、家臣団の知行もおよそ一律に半減された。松平主馬家もその知行は3000石に半減となった。
元禄9年（1696年）没。享年70。長男・千勝は幕府に対する証人（人質）の一人として江戸に下向し、12歳で没した。家督は次男・正恒が継ぎ家老となった。